# Giovanni Bersani

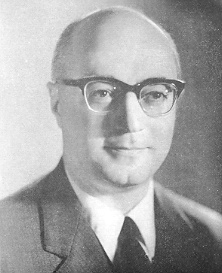

Giovanni Bersani (22 de julho de 1914 - 24 de dezembro de 2014) foi um político italiano.
Bersani foi deputado democrata-cristão por seis legislaturas e senador numa sétima.
Foi membro do Parlamento Europeu entre 1960 e 1989 e subsecretário do ministro do Trabalho e da Previdência Social entre 1952 e 1953, no gabinete de De Gasperi.